# Valla tingslag
Valla tingslag var ett av fyra tingslag i Vadsbo härad i Västergötland. Tingsställe var Valla i Fägre socken.  Från 1864 ingick tingslaget i Vadsbo södra domsaga.
År 1891 slogs Valla tingslag ihop med Binnebergs tingslag till Vadsbo södra tingslag.

## Omfattning
Tingslaget omfattade socknarna:
- Sveneby socken
- Hjälstads socken
- Mo socken
- Bällefors socken
- Beatebergs socken
- Ekeskogs socken
- Fägre socken
- Halna socken
- Trästena socken
- Vads socken
- Ransbergs socken
- Karlsborgs socken
- Mölltorps socken
- Undenäs socken

samt till 1691
- Bergs socken, Västergötland
- Timmersdala socken
- Böja socken
- Säters socken